# Eucriotettix tricarinatus
Eucriotettix tricarinatus är en insektsart som först beskrevs av Bolívar, I. 1887.  Eucriotettix tricarinatus ingår i släktet Eucriotettix och familjen torngräshoppor. Inga underarter finns listade i Catalogue of Life.